# Klára Rozálie Martinicová z Kounic
Klára Rozálie Martinicová z Kounic († 1693) byla česká šlechtična, pocházející z bohatého rodu Kouniců. Jejím manželem byl Jaroslav Bernard Bořita z Martinic, vnuk hofmistra Jaroslava Bořity z Martinic.

## Život

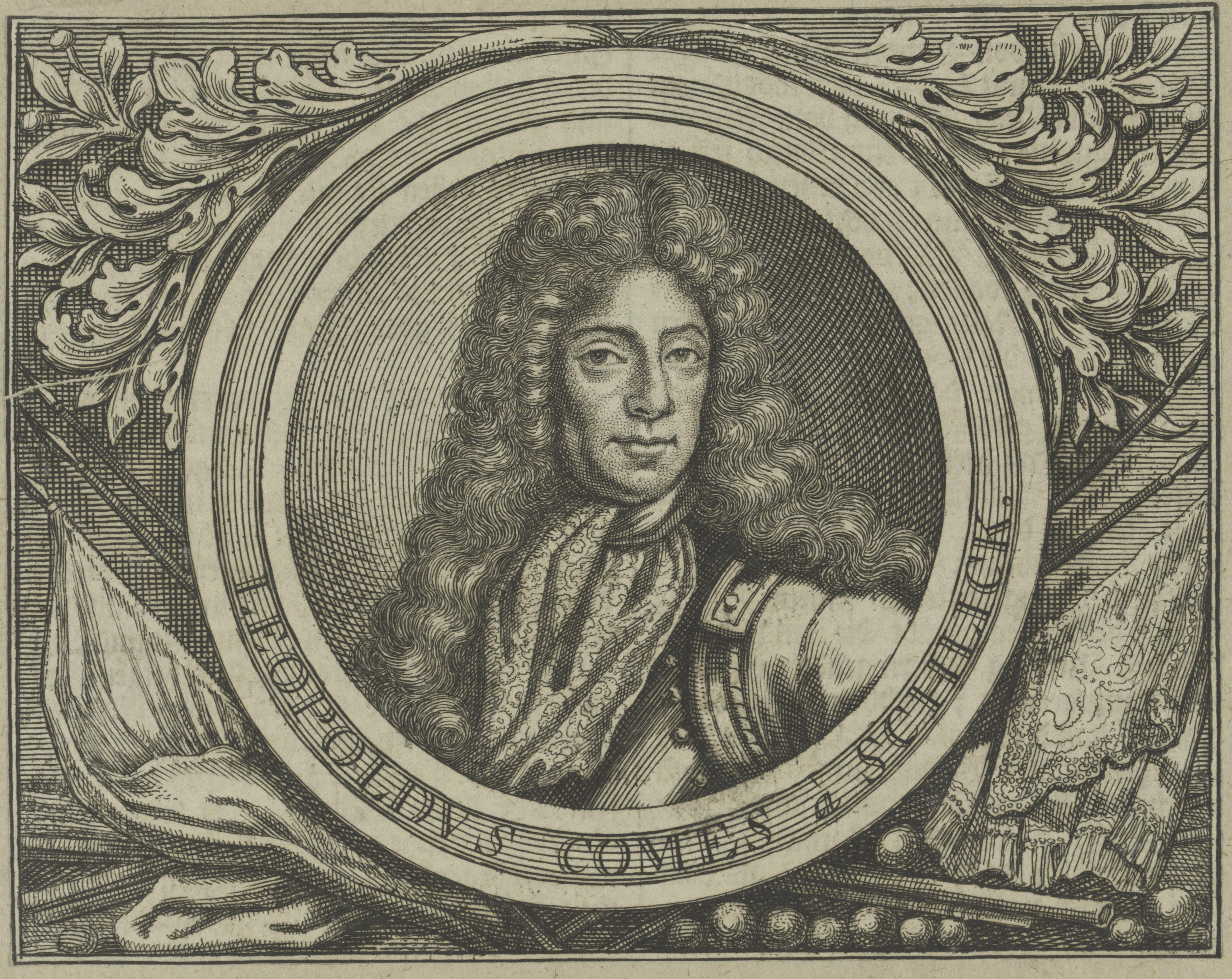
Druhý manžel Kláry Rozálie, Leopold Antonín Šlik

Datum ani místo narození Kláry Rozálie nejsou známy, nicméně podle dalších údajů lze určit dobu v první polovině 50. let 17. století. Jejími rodiči byli Lev Vilém z Kounic a jeho manželka Marie Eleonora z Ditrichštejna. Měla bratra Dominika Ondřeje.
Mládí prožila v bohatství, který pramenil i z postavení rodu.
V únoru 1669 se v Brně provdala za významného politika Jaroslava Bernarda Bořitu z Martinic. Manželství pro Kláru znamenalo zlom. Jaroslav Bernard sice pocházel z vysoce postaveného rodu Bořitů z Martinic, který ovšem nebyl tak bohatý jako Klářin rod. Zároveň se jednalo o velmi rozvětvený rod, takže jediné, co Jaroslav Bernard získal a přinesl do manželství, byl hraběcí titul.
Po svatbě se manželé usadili v Praze na Hradčanech, kde Martinicové v té době vlastnili řadu paláců. Manželství patrně nepatřilo k nejklidnějším, provázela ho řada slovních přestřelek, většinou kvůli Klářiným stížnostem na finanční situaci. V listopadu 1675 však už v Jaroslavu Bernardovi pohár trpělivosti přetekl, svou manželkou nejprve napadl slovně a poté i fyzicky. Ta se nakonec odstěhovala se za svou matkou, provdanou již za Fridricha z Oprštorfu, do Brna. Na sklonku 17. století však rozluka manželů (či dokonce rozvod) vrhala špatné světlo nejen na pověst onoho páru, ale také na celé příbuzenstvo. Proto začala jednání o urovnání situace.
V následujících měsících probíhala čilá korespondenční jednání mezi Martinici, Kounici a Ditrichštejny (v rodinném archu Ditrichštejnů se z ní dochovalo 72 dopisů). V Brně se mezitím do sporu vložila i Klářina matka Eleonora. Ta nejprve svoji dceru utěšovala, ale poté, co Klára vznesla žádost na zavedení vlastní domácnosti, Eleonora otočila a tvrdým přístupem se snažila o vmanévrování dcery zpět do martinického domu. V lednu 1676 svoji situaci pochopila i Klára a snažila se o usmíření s Jaroslavem Bernardem. Celá jednání v podstatě vedla především Klářina strana, neboť Jaroslav Bernard odmítl jakékoliv ústupky a jeho otec Maxmilián Valentin se snažil do celé aféry nezasahovat (dokonce odmítl i osobní rozhovor s Klářinou matkou). Od celé záležitosti se distancoval i jeho bratr a Jaroslavův strýc Bernard Ignác s odůvodněním, že Klára proklíná celý martinický rod. Celé situaci příliš nepomohl ani jeden z Klářiných dopisů, ve kterém svého manžela obvinila z impotence.
V průběhu roku 1676 docházelo k postupné skandalizaci případu. Proto se na začátku června Klára rozhodla odjet do Prahy a tady si o budoucnosti promluvit se svým manželem. Původně chtěla odjet sama, na naléhání Ferdinanda z Ditrichštejna s ní však odcestovali tři kavalíři, kteří měli sloužit jako svědkové. V případě neúspěchu jednání pak měli podat informace o Jaroslavově odmítavém postoji, které měly posloužit k podpoření Klářině žádosti o výživné. Jaroslav se ovšem o Klářině úmyslu dozvěděl a noc před setkáním odjel z Prahy. Klára však ve svých snahách o usmíření nadále pokračovala a sepsala oficiální revers, ve kterém se Jaroslavovi za vše omluvila. Podařilo se jí aspoň obměkčit Bernarda Ignáce, který se zavázal jí pomoci s urovnáním manželství.
Po jeho vložení se do sporu se situace začala zlepšovat a 9. září se obě strany v pražské Loretě oficiálně usmířily a uzavřely spolu smlouvu. Tato smlouva však zůstala v tajnosti, takže výsledky vzájemné diskuze a úprav nejsou známé. Manželé pak spolu (alespoň navenek bezproblémově) žili do srpna 1685, kdy Jaroslav předčasně zemřel. Jaroslav předtím v roce 1678 zdědil po otci panství Prunéřov a od strýce nedlouho před smrtí i Smečno a Slaný.
O životě Kláry po Jaroslavově smrti mnoho informací nemáme. Je jisté, že se ještě jednou provdala a to za Leopolda Antonína Šlika. V roce 1690 se jí pak narodilo jediné dítě, dcera Josefa Marie Anna. V roce 1693, patrně v necelých čtyřiceti letech, Klára Rozálie Martinicová z Kounic zemřela.